# Abemama Airport
Abemama Airport är en flygplats på Kiribati. Den ligger i örådet Abemama och ögruppen Gilbertöarna, i den sydöstra delen av landet, 130 km sydost om huvudstaden Tarawa. Abemama Airport ligger 8 meter över havet.. Flygplatsen har IATA-koden AEA och ICAO-koden NGTB.
Terrängen runt Abemama Airport är mycket platt.  Närmaste större samhälle är Tabiang Village, 0,70 km sydost om Abemama Airport. 
Savannklimat råder i trakten. Årsmedeltemperaturen i trakten är 24 °C. Den varmaste månaden är januari, då medeltemperaturen är 26 °C, och den kallaste är september, med 24 °C. Genomsnittlig årsnederbörd är 1 249 millimeter. Den regnigaste månaden är april, med i genomsnitt 177 mm nederbörd, och den torraste är november, med 30 mm nederbörd.